# 유혜 (효효후)
유혜(劉惠, ? ~ ?)는 전한의 제후로, 조경숙왕의 손자이다.

## 생애
아버지 유주사의 뒤를 이어 효후(洨侯)에 봉해졌다. 시호를 효라 하였고, 아들 유내시가 작위를 이었다.

## 출전
- 반고, 《한서》 권15상 왕자후표 上

| 선대 아버지 효이후 유주사 | 전한의 효후 ? ~ ? | 후대 아들 효절후 유내시 |